# Notylia albida
Notylia albida là một loài thực vật có hoa trong họ Lan. Loài này được Klotzsch mô tả khoa học đầu tiên năm 1851.